# Карломан I
Вижте пояснителната страница за други личности с името Карлман.
Карломан I (на латински: Carloman I; Karlmann I.) e вторият син на Пипин III и Бертрада от Лаон и брат на Карл Велики. Той е от династията на каролингите. Карломан е крал на франките от 768 до 771.
През 754 г. е помазан за крал от папа Стефан II в абатството „Сен Дени“, след смъртта на Пипин на 9 октомври 768 получава господството върху югоизточната част на царството на франките (от Бургундия и Аквитания до Алемания).
Карломан е женен за благородничката Герберга. От нея има две деца: Пипин (* 770 г.) и Ида (може би Св. Ида от Херцфелд).